# アラオアカエイ
アラオアカエイ（学名：Bathytoshia centroura）は、トビエイ目アカエイ科ホシエイ属に属するエイの一種。

## 解説
メキシコ湾からブラジル、アルゼンチンまでの西大西洋に分布する。水深15 - 50 mの砂泥底に生息し、底生の硬骨魚類や無脊椎動物を捕食する。夏は沿岸に、冬は沖合に移動する。大西洋のアカエイ科の種では最大で、体盤幅2.6 m、体重360 kgに達する。
体盤は無地の角張った菱形で、尾は長く鞭状で僅かに尾褶がある。背面と尾に多くの棘を持つ。無胎盤性の胎生で、胎仔は母親の子宮乳から栄養を受け取る。尾棘には毒があり、刺されると危険である。
国際自然保護連合のレッドリストでは危急種に指定されている。

## 分類と系統
1815年、アメリカの博物学者Samuel Mitchellによって記載された。Mitchellはロングアイランド沖で捕獲された標本に基づき、本種の棘にちなんでギリシア語のcentoro（「棘」を意味する）からRaja centrouraと命名した。その後本種はDasyatis属に分類された。rough-tailed stingray、rough-tailed northern stingray、thorny stingrayとも呼ばれる。
北西大西洋と南西大西洋の個体群は生活史が異なり、別種である可能性もある。
2001 年に行われた形態学に基づいた系統解析により、本種はウシエイ(B. lata)の姉妹種であり、アメリカアカエイ(Hypanus americanus)、Longtail stingray(H.longa)と分岐群を形成していると判明した。2006年に行われた遺伝子分析により、本種とアメリカアカエイが遺伝的に近い事が裏付けられた。
本種は大西洋に、ウシエイは太平洋に分布しており、パナマ地峡の形成前もしくは形成時に分化したと考えられている。2016年の分子系統解析により、本種の東部大西洋の個体群はウシエイである事が判明した。

## 分布と生息地
西大西洋の沿岸に広く、しかし断続的に分布している。ケープコッド沖のジョージズバンクからフロリダ、バハマ、メキシコ湾北東部まで分布する。ベネズエラからアルゼンチン、ベリーズでも記録がある。インドのコッラムからの記録は誤認と考えられる。
かなり深くまで潜り、バハマの水深274 mから記録されている。一般的には水深15 - 50 mで見られる。底魚であり、固着生物が多く起伏のある海底を好み、隣接する開けた砂泥底にも生息する。北西大西洋の個体群は通常、汽水域には進出しない。水温は15 - 22 °Cを好む。米国東部沖では回遊を行い、12月から5月にかけて、ノースカロライナ州のハッテラス岬からフロリダまでの大陸棚で見られ、大型の個体はより南へ移動する。春になると、海岸に向かって湾、入り江、河口に移動する。妊娠中の雌は単独で捕獲される傾向がある。

## 形態

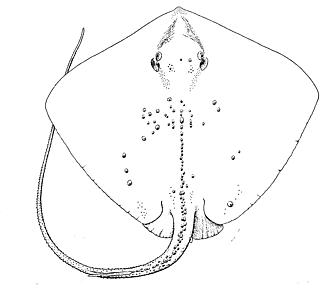
菱形の体盤と棘が特徴

体盤は幅が長さの1.2 - 1.3倍の菱形で、角はかなり角張り、吻は適度に長い鈍角。目は他のアカエイ類よりは小さく、その後ろに大きな噴水孔がある。鼻孔の間には皮褶があり、後縁は細かい房状になる。口は弓形で、口底に6つの乳頭突起が並ぶ。実際に機能する歯列は中央上部の7列と下部の12 - 14列のみ。歯は五角形に並んでいる。基部は四角形で、幼体と雌は先端が鈍いが、雄は先端が尖る。
腹鰭縁は直線的で、先端は角ばる。尾は鞭状で、長さは体盤の2.5倍。尾棘は鋸歯状で、尾の半分程の位置にある。生え変わる際には複数本存在することもある。尾棘の後方には尾褶があるが、あまり発達していない。体盤幅46 - 48 cm未満の個体は滑らかである。大型個体では、吻先から尾の根元まで正中線に沿って平らな棘が並び、尾にも棘が並ぶ。平らな棘の大きさは様々で、最大で3本の棘がある。背面は一様に濃い茶色またはオリーブ色で、腹面はオフホワイトで、縁は暗色にならない。アカエイ科の中ではかなり大型で、体盤幅2.6 m、全長4.3 m、体重360 kgに達することもある。一般に雌の方が大きく成長する。

## 生態
あまり活動的ではなく、底に埋まっている時間が多い。日和見的な捕食者で、様々な生物を捕食する。主に底生生物を捕食するが、遊泳している生物も狙う。無脊椎動物だけでなく、イカナゴやタイなどの硬骨魚類も捕食する。マサチューセッツ州沖では、主な獲物はイチョウガニ属、オオノガイ属、トミガイ属、ヤリイカ属、環形動物である。デラウェア湾では、餌の大部分はエビジャコ属とチロリで、デラウェア湾のBluntnose stingray(Hypanus say)とほぼ同じである。バージニア州沖では主にアナジャコを捕食する。フロリダ沖では主に甲殻類と多毛類を捕食する。ヒラシュモクザメなどの大型の魚に捕食される。コバンザメが付着することもある。本種には以下の寄生虫が知られている。多節条虫亜綱のAcanthobothrium woodsholei、 Anthocephalum centrurum、Lecanicephalum sp.、Oncomegas wageneri、Polypocephalus sp. 、Pterobothrium senegalense、Rhinebothrium maccallumi,、単生綱のDendromonocotyle centrourae、ヒルのBranchellion torpedinis。
無胎盤性の胎生で、胚が卵黄の栄養を使い切ると、子宮上皮の突起を通じて母親からタンパク質、脂質、粘液を含む「子宮乳」により栄養を受け取る。成体雌では左の卵巣と子宮が機能する。米国東部沖では冬から早春に交尾し、9 - 11ヶ月の妊娠期間の後、秋から初冬に4 - 6尾の仔を産む。出生時は体盤幅34 -  37 cm。雄は体盤幅130 - 150 cm、雌は140 - 160 cmで成熟する。

## 人との関わり

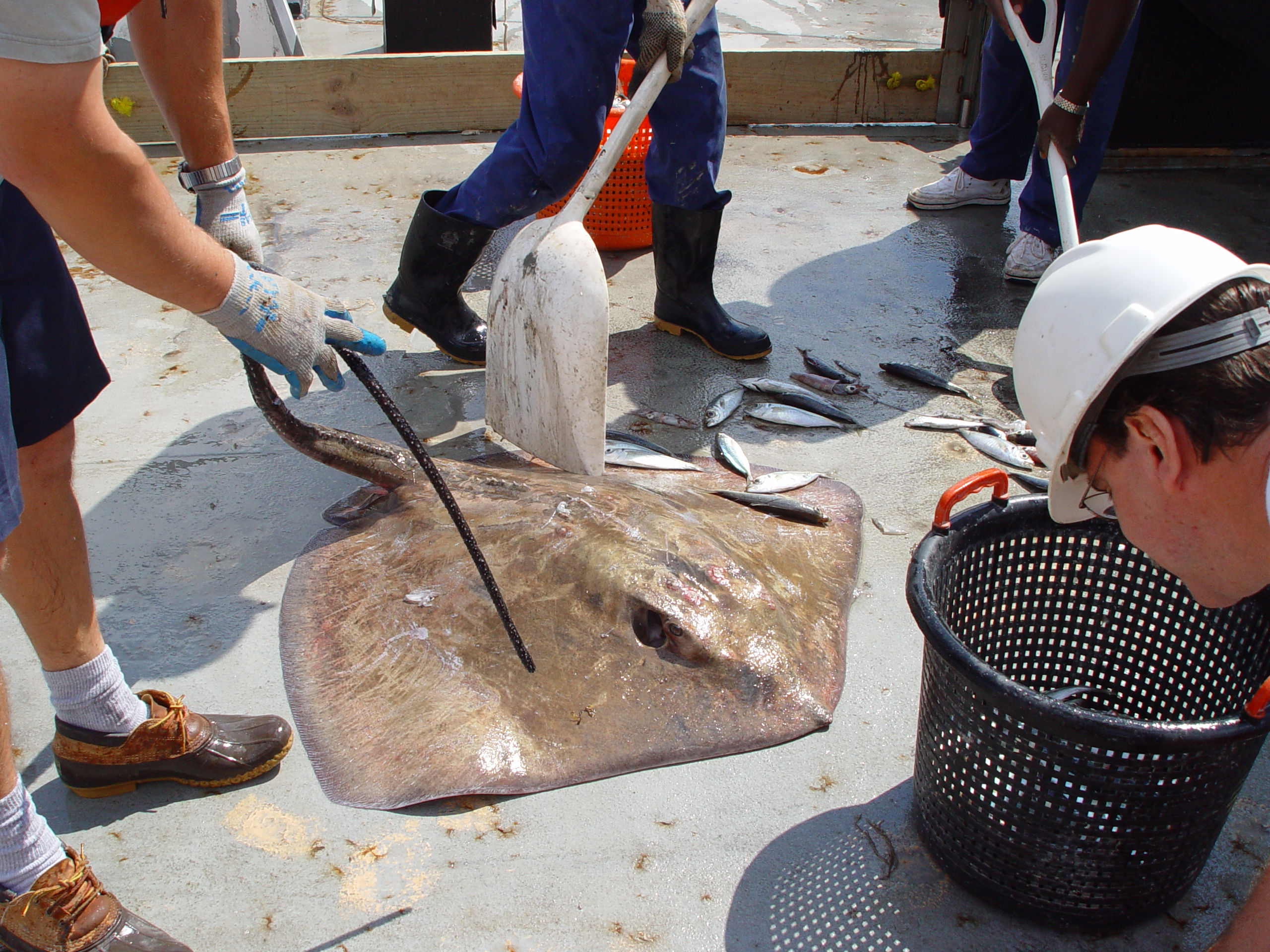
メキシコ湾で漁獲された個体

攻撃性は低く、生息水深も深いため人への被害は少ない。しかし捕獲された際、漁師に危害を加える可能性がある。養殖の貝に被害を与えることが報告されている。胸鰭は生、燻製、干物、塩漬けなどで販売される。魚粉や肝油のために加工されることもある。国際自然保護連合(IUCN) は、本種が大型で繁殖力も低い事から、レッドリストにおいて危急種に指定している。
北西大西洋では本種を対象とした漁業は行われていないが、トロール網や延縄で混獲される事がある。過去には肥料にされることもあった。南西大西洋ではすり身に加工するため、積極的に漁獲されている。